# Бачманівська сільська рада
Бачма́нівська сільська́ ра́да — адміністративно-територіальна одиниця та орган місцевого самоврядування у Славутському районі Хмельницької області. Адміністративний центр — село Бачманівка.

## Загальні відомості
Бачманівська сільська рада утворена в 1994 році.
- Територія ради: 19,76 км²
- Населення ради: 426 осіб (станом на 2001 рік)

## Населені пункти
Сільській раді підпорядковані населені пункти:
- с. Бачманівка

## Склад ради
Рада складається з 12 депутатів та голови.
- Голова ради: Василюк Андрій Андрійович
- Секретар ради: Нагорнюк Світлана Романівна

### Керівний склад попередніх скликань
| Прізвище, ім'я, по батькові | Основні відомості                                                                     | Дата обрання | Дата звільнення |
| --------------------------- | ------------------------------------------------------------------------------------- | ------------ | --------------- |
| Хмелюк Валентина Андріївна  | Сільський голова, 1956 року народження                                                | 26.03.2006   | 31.10.2010      |
| Василюк Андрій Андрійович   | Сільський голова, 1968 року народження, освіта середня загальна, член Партії регіонів | 31.10.2010   | 07.11.2013      |

Примітка: таблиця складена за даними сайту Верховної Ради України

### Депутати
За результатами місцевих виборів 2010 року депутатами ради стали:

#### За суб'єктами висування
| Суб'єкт висування           | Кількість обраних депутатів | %    |
| --------------------------- | --------------------------- | ---- |
| Самовисування               | 7                           | 58,3 |
| Народна партія              | 3                           | 25   |
| Комуністична партія України | 2                           | 16,7 |

#### За округами
| № округу                    | Прізвище, ім'я, по батькові     | Дата визнання обраним | Освіта  | Партійна приналежність | Відомості про обраного депутата                                         |
| --------------------------- | ------------------------------- | --------------------- | ------- | ---------------------- | ----------------------------------------------------------------------- |
| Комуністична партія України |                                 |                       |         |                        |                                                                         |
| 10                          | Шеремета Микола Миколайович     | 01.11.2010            | середня | позапартійний          | Бачманівська загальноосвітня школа І-ІІ ст., технічний працівник        |
| 11                          | Верещинський Василь Вікторович  | 01.11.2010            | середня | позапартійний          | Бачманівська загальноосвітня школа І-ІІ ст., вчитель трудового навчання |
| Народна Партія              |                                 |                       |         |                        |                                                                         |
| 1                           | Нагорнюк Світлана Романівна     | 01.11.2010            | середня | позапартійна           | Бачманвська сільська рада, секретар                                     |
| 8                           | Мельник Валентина Андріївна     | 01.11.2010            | середня | позапартійна           | пенсіонер                                                               |
| 9                           | Поліщук Руслана Миколаївна      | 01.11.2010            | середня | позапартійна           | Славутський територіальний центр, соціальний працівник                  |
| Самовисування               |                                 |                       |         |                        |                                                                         |
| 2                           | Мазур Микола Васильович         | 10.01.2011            | середня | позапартійний          | тимчасово не працює                                                     |
| 3                           | Лисак Василь Андрійович         | 01.11.2010            | середня | позапартійний          | тимчасово не працює                                                     |
| 4                           | Нечипорук Ольга Василівна       | 01.11.2010            | середня | позапартійна           | тимчасово не працює                                                     |
| 5                           | Куниць Віталій Володимирович    | 01.11.2010            | середня | позапартійний          | тимчасово не працює                                                     |
| 6                           | Нечипорук Ігор Андрійович       | 01.11.2010            | середня | позапартійний          | тимчасово не працює                                                     |
| 7                           | Петровський Олексій Миколайович | 01.11.2010            | середня | позапартійний          | Агро-ХІ, охоронець                                                      |
| 12                          | Василюк Катерина Іванівна       | 10.01.2011            | вища    | позапартійна           | Поштове відділення с. Бачманівка, завідувачка                           |

## Господарська діяльність
Основним видом господарської діяльності сільської ради є сільськогосподарське виробництво.

## Населення
За переписом населення України 2001 року в сільській раді мешкало 420 осіб.

### Мова
Розподіл населення за рідною мовою за даними перепису 2001 року:
| Мова       | Відсоток |
| ---------- | -------- |
| українська | 99,53 %  |
| російська  | 0,47 %   |